# 保科村
保科村（ほしなむら）は長野県上高井郡にあった村。現在の長野市若穂保科にあたる。

## 地理
- 山：奇妙山、堀切山、保基谷岳、熊窪山
- 河川：保科川

## 歴史
- 明治初年 - 近世以来の高井郡保科村が赤野田新田村を合併。
- 1879年（明治12年）1月4日 - 所属郡が上高井郡に変更。
- 1889年（明治22年）4月1日 - 町村制の施行により、保科村が単独で自治体を形成。
- 1959年（昭和34年）4月1日 - 川田村・綿内村と合併して若穂町が発足。同日保科村廃止。

## 名所・旧跡・観光スポット・祭事・催事
- 清水寺ー1125年（天治2年）「僧妙達蘇生注記」に天暦５年（951年）の出来事として善光寺（文献上の初出とされる）と共に記述のある古寺。